# Metallic Spheres
Metallic Spheres è un album in studio del gruppo musicale britannico The Orb insieme al chitarrista britannico David Gilmour, pubblicato il 12 ottobre 2010 dalla Columbia Records.
Oltre alla versione standard in un solo CD, è stata pubblicata anche una versione Deluxe dell'album che consta di due CD con i medesimi brani con la differenza che, le versioni incise nel secondo CD, sono state elaborate con la tecnologia chiamata 3D60 che, tramite l'ascolto in cuffie, permette di percepire un ascolto ottimizzato degli effetti di ambiente in grado di emettere un suono in 3D anche utilizzando i comuni impianti stereo.

## Tracce
1. Metallic Side (28:42)
2. *Metallic Spheres
3. *Hymns to the Sun
4. *Black Graham
5. *Hiding in Plain View
6. *Classified
7. Spheres Side (20:12)
8. *Es Vedra
9. *Hymns to the Sun (Reprise)
10. *Olympic
11. *Chicago Dub
12. *Bold Knife Trophy

## Formazione
- Alex Paterson - tastiere, manipolazioni sonore, giradischi
- Martin "Youth" Glover - basso, tastiere, programmazioni
- David Gilmour - chitarra, voce
- Tim Bran - tastiere, programmazioni
- Marcia Mello - chitarra acustica (nel brano Black Graham)
- Dominique Le Vac - cori